# Franco Calderón (calciatore)
Franco Ezequiel Calderón (Hermoso Campo, 13 maggio 1998) è un calciatore argentino, difensore dell'Universidad de Chile.  Fratello gemello del calciatore Pablo Calderón.

## Caratteristiche tecniche
È un difensore centrale.

## Carriera
Cresciuto nel settore giovanile dell'Unión (SF), ha esordito in prima squadra il 14 aprile 2019 disputando l'incontro di Copa de la Superliga pareggiato 1-1 contro l'Atl. Tucumán.

## Statistiche
Statistiche aggiornate al 9 febbraio 2020.

### Presenze e reti nei club
| Stagione        | Squadra         | Campionato      | Campionato | Campionato | Coppe nazionali | Coppe nazionali | Coppe nazionali | Coppe continentali | Coppe continentali | Coppe continentali | Altre coppe | Altre coppe | Altre coppe | Totale | Totale | Totale |
| Stagione        | Squadra         | Comp            | Pres       | Reti       | Comp            | Pres            | Reti            | Comp               | Pres               | Reti               | Comp        | Pres        | Reti        | Pres   | Reti   |        |
| --------------- | --------------- | --------------- | ---------- | ---------- | --------------- | --------------- | --------------- | ------------------ | ------------------ | ------------------ | ----------- | ----------- | ----------- | ------ | ------ | ------ |
| 2018-2019       | Unión (SF)      | PD              | 0          | 0          | CA+CdL          | 0+1             | 0               | CS                 | 0                  | 0                  |             | -           | -           | 1      | 0      |        |
| 2019-2020       | Unión (SF)      | PD              | 3          | 0          | CA              | 0               | 0               | CS                 | 1                  | 0                  |             | -           | -           | 4      | 0      |        |
| Totale carriera | Totale carriera | Totale carriera | 3          | 0          |                 | 1               | 0               |                    | 1                  | 0                  |             | -           | -           | 5      | 0      |        |

## Palmarès

### Club

#### Competizioni nazionali
- Copa Chile: 1

Universidad de Chile: 2024